# C'est le monde à l'envers !
Pour plus de détails, voir Fiche technique et Distribution.
C'est le monde à l'envers ! est un film français réalisé par Nicolas Vanier et sorti en 2024.
Comédie dramatique d'anticipation, le film aborde des thèmes comme l'adaptation au changement climatique et avoir un mode de vie écoresponsable.

## Synopsis
Stanislas, un trader parisien, qui vit sans se préoccuper des conséquences du dérèglement climatique, s'y retrouve soudainement confronté. C’est la crise, tout s’arrête : plus d’eau, plus d’électricité, plus de réseau. Malgré sa culture citadine, il est contraint de partir se réfugier avec sa femme et son fils dans une exploitation agricole acquise récemment dans un but spéculatif et dans une démarche de greenwashing. À son arrivée, il se retrouve face à Patrick et sa famille, agriculteurs exploitants des lieux, qui n’ont pas l’intention de leur faciliter la vie. Dans cette atmosphère chaotique où tous les repères sont bouleversés, ces deux familles que tout oppose vont devoir apprendre à se comprendre pour survivre et peut-être reconstruire ensemble un nouveau monde.

## Fiche technique
Sauf indication contraire, les informations mentionnées dans cette section peuvent être confirmées par les bases de données cinématographiques IMDb et Allociné,  présentes dans la section « Liens externes ».
- Titre original : C'est le monde à l'envers !
- Réalisation : Nicolas Vanier
- Scénario : Nicolas Vanier et Jérôme Tonnerre, en partie inspiré du roman C'est le monde à l'envers ! (2022) de Nicolas Vanier
- Musique : Matteo Locasciulli
- Décors : Sébastian Birchler
- Costumes : Mahemiti Deregnaucourt
- Photographie : Cyrill Renaud
- Montage : Raphaële Urtin et Isabelle Bassaglia
- Production : Yves Darondeau, Emmanuel Priou et Sidonie Dumas
- Sociétés de production : Bonne Pioche Cinéma et Secoya
  - Sociétés de coproduction : France 2 Cinéma et UMedia
- Société de distribution : Gaumont
- Pays de production :  France
- Langue originale : français
- Format : couleur — 2,35:1
- Genre : comédie dramatique d'anticipation
- Durée : 114 minutes
- Dates de sortie :
  - France : 16 octobre 2024[2]

## Distribution
Sauf indication contraire, les informations mentionnées dans cette section peuvent être confirmées par les bases de données cinématographiques IMDb et Allociné,  présentes dans la section « Liens externes ».
- Michaël Youn : Stanislas[2]
- Barbara Schulz : Sophie
- Éric Elmosnino : Patrick
- Valérie Bonneton : Constance
- François Berléand : le père de Patrick
- Yannick Noah : Bobby[2]
- Maïra Schmitt : Juliette
- Nathan Gruffy : Léo
- Nicky Marbot : Le maire
- Vincent Martin : Le SDF

## Production
Le tournage a lieu en 2022 dans la commune de Vézelay, située dans le massif du Morvan et dans le département de l'Yonne.